# Thriller 40
Thriller 40 è un album del cantante statunitense Michael Jackson pubblicato dalla Sony Music il 18 novembre 2022 e realizzato per celebrare il 40º anniversario del sesto album in studio del cantante, Thriller (1982).
È composto da 2 CD (o 1 LP) contenenti l'album originale rimasterizzato e (solo su CD) un disco extra con brani inediti, perlopiù demo, tratti dalle sessioni di registrazione dell'album originale.
L'album originale ha venduto dalle 70 alle 100 milioni di copie in tutto il mondo (a seconda delle fonti), rendendolo l'album più venduto della storia della musica a livello mondiale, di cui 34 milioni nei soli Stati Uniti, rendendolo l'album in studio più venduto del Paese.
L'album è stato pubblicato in collaborazione con Epic, Legacy Recordings e MJJ Productions e segna la terza ristampa del disco originale, dopo la Special Edition del 2001 e Thriller 25 del 2008.

## Descrizione
Annunciato il 16 maggio 2022 e pubblicato il 18 novembre 2022, Thriller 40 è la dodicesima opera postuma targata Sony e/o Motown dalla morte di Michael Jackson nel 2009. L'album è composto da un doppio CD (o LP singolo): il primo contenente l'album originale rimasterizzato e il secondo (solo su CD) un disco bonus di rarità e demo. Inoltre, 15 tracce aggiuntive, precedentemente pubblicate in versione limitata, sono state rese disponibili come parte di una versione digitale estesa.
Thriller 40 è stato pubblicato, inoltre, in versione LP UltraDisc One-Step 180g 33RPMm, limitata a 40.000 copie numerate e realizzata da Mobile Fidelity usando i master analogici originali del 1982, in versione disco in vinile pressato da 180 grammi e in Super Audio CD, mentre l'azienda Target ha reso disponibile una sua edizione di Thriller 40 contenente il disco in vinile originale con una cover speciale e un nuovo libretto.

## Marketing e promozione

### Gli inediti

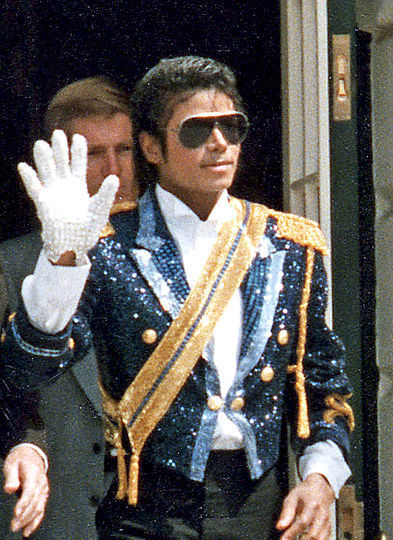
Michael Jackson invitato alla Casa Bianca nel 1984 nel periodo Thriller

A partire dal settembre 2022, l'Estate of Michael Jackson e la Sony Music hanno iniziato ad annunciare sui principali siti internet e social i brani inediti presenti nel secondo disco di Thriller 40, rivelando un titolo a settimana (ogni titolo andava via, via a comporre un'immagine rivelatasi essere alla fine il numero "40"):
- Behind The Mask: annunciato l'8 settembre 2022, il brano, conosciuto già per aver visto la luce in una versione riarrangiata e remixata nell'album Michael del 2010, è il primo inedito annunciato per Thriller 40 ed è la primissima versione demo registrata da Michael Jackson nel 1982 e pensata all'epoca come possibile parte della tracklist di Thriller[11][12];
- She's Trouble: annunciato il 15 settembre 2022, è una demo di un brano rimasto inedito, ma già conosciuto dai fan in quanto era già emerso sul web a partire dalla fine degli anni '90.[13] Sebbene Michael Jackson abbia registrato la demo della canzone, questa non venne inserita nell'album e gli autori hanno poi donato la canzone ad altri artisti per registrarla e pubblicarla[14];
- The Toy: annunciato il 22 settembre 2022, fu concepito nel 1982 da Jackson come brano portante per la colonna sonora del film Giocattolo a ore (The Toy in inglese) di Richard Donner e con protagonista Richard Pryor, ma infine scartato. Il brano subì diverse rielaborazioni negli anni diventando I Am Your Joy negli anni '90 fino a trovare la sua forma finale nel 2008 con il titolo Best of Joy, titolo con cui fu pubblicato infine sul primo album postumo di Jackson, Michael del 2010. La versione definitiva è comunemente ricordata come l'ultima canzone a cui Michael Jackson lavorò prima della sua scomparsa[15][16];
- Got The Hots: annunciato il 29 settembre 2022, il brano fu concepito per far parte della tracklist di Thriller prima, e della sua Special Edition nel 2001 poi, ma vide la luce solo successivamente, nella versione giapponese del cofanetto King Of Pop (2008)[17];
- What a Lovely Way to Go: annunciato il 6 ottobre 2022, il brano, totalmente inedito, fu scritto da Jackson alla fine degli anni '70, ma rivisitato nel momento in cui scriveva canzoni per l'album Thriller. Alla fine non finì nell'album.[18] Fu menzionato come What a Lonely Way to Go durante una deposizione di Jackson in Messico per un'accusa di plagio nel 1993[19][20];
- Sunset Driver: annunciato il 13 ottobre 2022, fu scritto nel 1978 per l'album Off The Wall e poi rielaborato per Thriller. Il brano era già ben noto al fandom grazie alla sua pubblicazione in The Ultimate Collection (2004) e alla sua presenza nel videogioco Michael Jackson: The Experience (2010)[21];
- Carousel: annunciato il 20 ottobre 2022, pensato inizialmente come pezzo per l'album Thriller, venne poi sostituito nella tracklist finale da Human Nature. Questo brano fu già pubblicato in precedenza, sia nella Special Edition di Thriller del 2001, in versione corta, che nella compilation King of Pop - The Italian Fans' Selection del 2008, per la prima volta in versione completa; se nel primo caso, infatti, la sua presenza dura solamente 1 minuto e 49 secondi, nel secondo la si può ascoltare per intero, ossia per 3 minuti e 57 secondi[22];
- Starlight: annunciato il 27 ottobre 2022, questo brano è la demo dello storico singolo Thriller, difatti Starlight rimase il titolo provvisorio dell'album, cambiato in un secondo tempo con Midnight Man e, infine, con l'epico e iconico Thriller. Anche questo brano, come She's Trouble, era illegalmente finito in rete negli anni precedenti e pertanto era già ben conosciuto dal fandom di Jackson[23];
- Can't Get Outta the Rain: annunciato il 3 novembre 2022, questo brano è una rielaborazione di You Can't Win, trattandosi praticamente della stessa identica canzone, ma con un testo leggermente cambiato, composta da Charlie Smalls, prodotta da Quincy Jones e interpretata inizialmente da Jackson per il film I'm Magic (The Wiz) del 1978. Anche questo brano era già molto familiare ai fan dato che fu già pubblicato a partire dal 1982 come B-Side del singolo The Girl is Mine e di altri successivi singoli di Jackson[24];
- Who Do You Know: è stato l'ultimo brano inedito dell'album ad essere annunciato, il 10 novembre 2022. Jackson iniziò a comporre il brano nel 1980 rielaborandolo nel 1982, senza mai pubblicarlo. Assieme a What a Lovely Way to Go, sono le uniche due canzoni di questo album ad essere precedentemente totalmente sconosciute al fandom[25];

### Fan event e celebrazioni

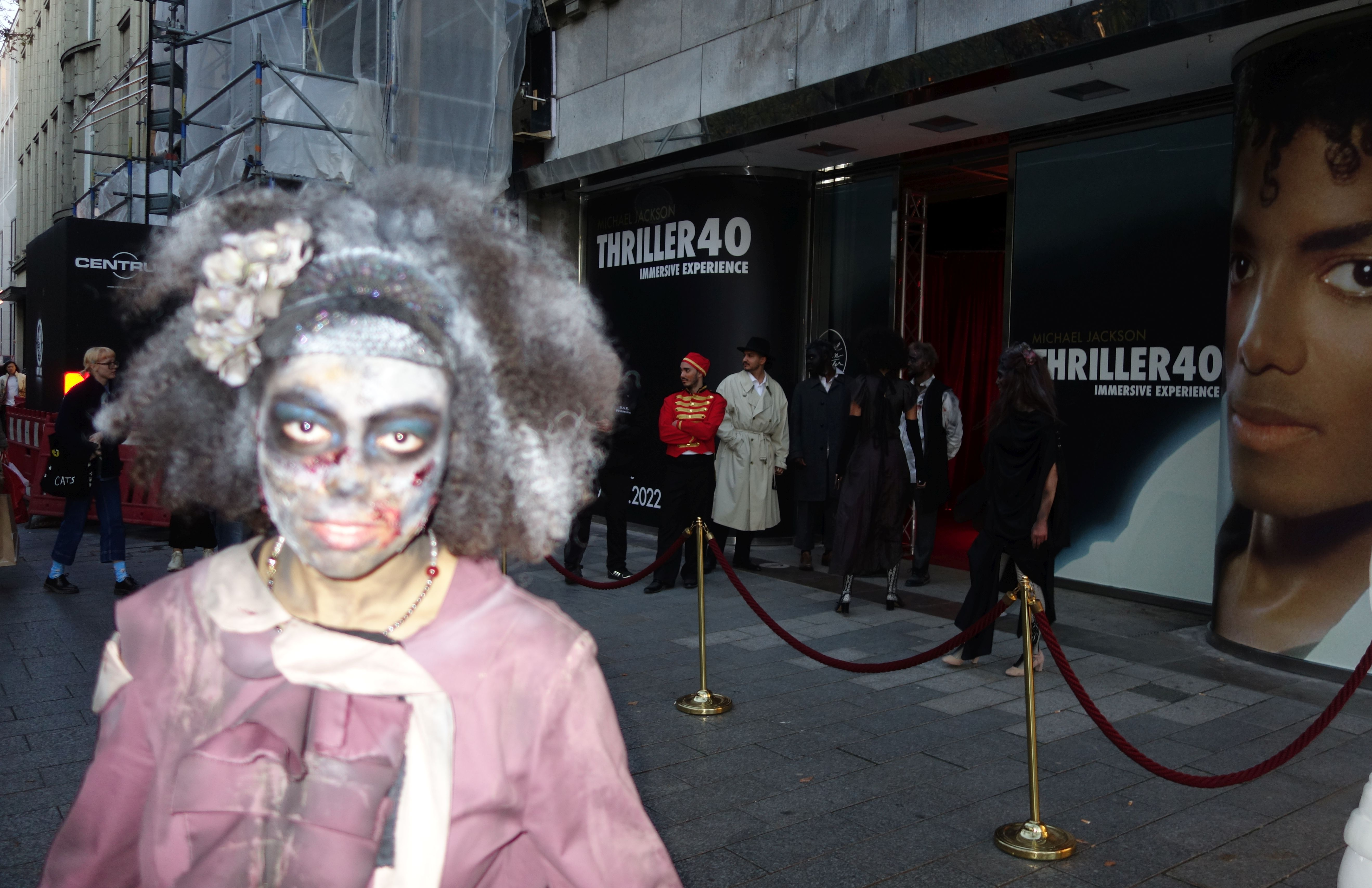
Promozione dell'album tramite la Immersive Experience a Düsseldorf, Germania

Per la promozione dell'album, l'Estate of Michael Jackson ha annunciato vari eventi celebrativi, tra i quali una campagna mondiale lanciata il 1º novembre in collaborazione con Sony Music per celebrare il 40º anniversario dalla pubblicazione di Thriller, con eventi dedicati ai fan tra cui delle Immersive Experience a Düsseldorf, Germania, e New York, Stati Uniti.

### Video in 4K, documentario e altre pubblicazioni
Sono stati inoltre pubblicati alcuni video musicali provenienti dall'album Thriller restaurati in 4K, in modo specifico i videoclip di Beat It e di Thriller. I video in qualità restaurata sono stati pubblicati inizialmente su Tidal e Apple Music, mentre su YouTube hanno sostituito quelli presenti in precedenza in 480p. In sole 24 ore dalla pubblicazione delle versioni 4K di Thriller e Beat It su Apple Music, i due videoclip hanno scalato la classifica dei video musicali di iTunes piazzandosi rispettivamente al 1º e 2º posto.
Il giornalista musicale e regista Nelson George ha diretto un documentario intitolato anch'esso Thriller 40 che racconta il processo di realizzazione dell'album Thriller e il suo impatto sul mondo della musica, il quale include filmati inediti e interviste a personaggi celebri tra i quali Usher, Mary J. Blige, will.i.am, Mark Ronson, Misty Copeland, Maxwell e allo storico regista del cortometraggio di Thriller, John Landis. Una versione preliminare è stata presentata ad alcuni eventi mondiali a partire da fine novembre 2022 mentre la versione completa ha debuttato il 2 dicembre 2023 negli Stati Uniti sul canale Showtime, in Europa e in Italia sulla piattaforma streaming Paramount+ e nel resto del mondo, tranne Cina e Giappone, su MTV.
La Sony Music ha anche pubblicato a sorpresa le versioni 360 Reality Audio e Dolby Atmos dell'album originale rispettivamente su Amazon Music e Apple Music lo stesso giorno di uscita di Thriller 40. Il 21 novembre 2022 è stato inoltre pubblicato in esclusiva su YouTube un nuovo lyric video animato per Wanna Be Startin' Somethin', canzone precedentemente sprovvista di un videoclip ufficiale.

## Tracce

### Disco 1
1. Wanna Be Startin' Somethin' – 6:03 (Michael Jackson)
2. Baby Be Mine – 4:20 (Rod Temperton)
3. The Girl Is Mine (feat. Paul McCartney) – 3:42 (Michael Jackson)
4. Thriller – 5:58 (Rod Temperton) – la parte conclusiva in stile horror è eseguita da Vincent Price
5. Beat It – 4:18 (Michael Jackson) – chitarra di Eddie van Halen
6. Billie Jean – 4:54 (Michael Jackson)
7. Human Nature – 4:06 (John Bettis, Steve Porcaro)
8. P.Y.T. (Pretty Young Thing) – 3:59 (Michael Jackson, James Ingram, Quincy Jones)
9. The Lady in My Life – 4:59 (Rod Temperton)

### Disco 2
1. Starlight – 5:03 (Rod Temperton)
2. Got the Hots (Demo) – 4:25 (Rod Temperton)
3. Who Do You Know (Demo) – 5:22 (Michael Jackson)
4. Carousel – 3:39 (Michael Sembello, Don Freeman)
5. Behind The Mask - Mike's Mix (Demo) – 5:00 (Michael Jackson, Ryūichi Sakamoto, Chris Mosdell)
6. Can't Get Outta The Rain – 4:06 (Michael Jackson, Quincy Jones)
7. The Toy (Demo) – 3:04 (Michael Jackson)
8. Sunset Driver (Demo) – 4:02 (Michael Jackson)
9. What A Lovely Way To Go (Demo) – 3:55 (Michael Jackson)
10. She's Trouble (Demo) – 4:12 (Billy Livsey, Terry Britten, Sue Shifrin)

Tracce bonus nella versione digitale
1. Billie Jean (1981 Home Demo)
2. Billie Jean (Long Version)
3. Billie Jean (Kayne West Mix)
4. Beat It (Demo)
5. Beat It (Fergie Remix)
6. Wanna Be Startin' Somethin' (Demo)
7. Wanna Be Startin' Somethin' (Tommy D's Main Mix)
8. Wanna Be Startin' Somethin' (With Akon)
9. Human Nature (7" Version)
10. P.Y.T. (Pretty Young Thing) (Demo Version)
11. P.Y.T. (Pretty Young Thing) (With will.i.am)
12. The Girl Is Mine (With will.i.am)
13. Thriller (7" Special Edit)
14. Thriller (Def Thriller Mix)
15. Thriller Megamix

## Successo commerciale
L'album ha ricevuto un'ottima accoglienza: a due ore dalla sua pubblicazione nella mezzanotte del 18 novembre, Thriller 40 è entrato nella Top 10 di iTunes in 13 paesi, compreso l'Italia, piazzandosi al sesto posto e piazzandosi in prima posizione in quattro paesi (Brasile, Grecia, Svezia, Romania). Inoltre l'album si è piazzato al terzo posto nella Worldwide iTunes Album Chart.
Il 20 novembre, secondo giorno dalla sua pubblicazione, Thriller 40 ha ottenuto 508,054 stream su Spotify, superando le 20 milioni di stream totali.
Alla 47ª classifica settimanale stilata dalla FIMI, cioè quella che comprende la data di pubblicazione dell'album, Thriller 40 si è trovato alla 7ª posizione tra gli album più venduti in Italia e alla 4ª posizione tra i vinili più venduti.
Il successo di Thriller 40 ha permesso all'album originale Thriller di tornare nella Top 10 della classifica degli album statunitense Billboard 200 per la prima volta in questo secolo, piazzandosi al settimo posto con oltre 37.000 copie vendute.

## Classifiche
| Classifica (2022) | Posizione massima |
| ----------------- | ----------------- |
| Italia            | 7                 |
| Giappone          | 6                 |
| Portogallo        | 10                |